# 緒方恵美
緒方 恵美（おがた めぐみ、1965年〈昭和40年〉6月6日 - ）は、日本の声優、女優、歌手。作詞などのクレジットには主に「em:óu」（エムオゥ）という名義を使用している。東京都千代田区出身。Breathe Arts代表。

## 経歴
所属事務所は青二プロダクション→日音アーティスト→スペースクラフトプロデュース→ホーリーピーク→フリー→JTBエンタテインメント→フリー（ネヴァーランド・アーツと業務提携）→Breathe Arts〈2019年2月より〉
両親・祖母・2人の弟の6人家族として育ち、生家は秋葉原（千代田区外神田中央通り沿い）にあった（詳しくは後述）。音楽が得意な両親の影響を受けて3歳の頃からピアノを始め、バレエや日舞も習っていた。その時はそれほど女の子らしいということはなく、弟2人と体を動かして、遊ぶほうが好きであった。ある時、遊んで手を骨折してしまい、骨がくっつきかけたころで再び同じ場所を折ってしまい、入院することになった。ベッドから動けないため、それまで興味がなかった本を読むようになった。今度は活字オタクになり、小学校高学年の頃には週に10冊くらい読んでいたため、読書量はかなり多いほうだと語る。
千代田区立芳林小学校（現・昌平小学校）を経て、桐朋女子中学校に進学、同高等学校卒業。小学校時代の学芸会などでは後ろの踊り要員だったが、小学6年生の時の学芸会で、おばあさんの巫女役を他の女の子が嫌がっていたため、仕方なく緒方が「私がやります」と手を挙げていた。その役だけ予言のシーンで長台詞があり、「ただ一生懸命読むだけでは面白くないな」、「どうせやるなら」とそれまでの読書経験を生かして、セリフに抑揚をつけたりして、自分で色々考えて演じていた。その頃、男の子の友人は多かったが、クラスの女王様的女の子グループと折り合いが悪く、一部の女の子とあまり仲良くなかった。しかし学芸会の後、その女の子たちの母たちが緒方のことを「お芝居がうまい」、「すごいね」とほめてくれて、その女の子たちに突然「友達になろうよ」と握手を求めて仲良くなれた。このことは、演技の原点になっているのかもしれないという。中学時代は当初は「演劇部に入ろうかな」とも思っていたが、校庭を見ていたところハンドボール部のシュートがかっこよかった。それで入りかけた時に、隣でしていいいたバスケ部の先輩からいきなりスカウトされた。その時に「求められるのなら入ろうかな」と、半年少しぐらいはハンドボール部とバスケットボール部を2つ掛け持ちしていたが、途中からハンドボールに専念していた。中学時代に腰のケガが原因で、高校時代からは「何か別のことをやろう」と思ったという。学生時代に洋楽を愛するようになり、耳コピーから作詞作曲、弾き語りのアルバイトなどアマチュア音楽活動を続ける。その傍ら、密かに役者業に憧れを抱いていたことから、高校時代から本格的に役者の道を志す（詳しくは後述）。
その後東海大学海洋学部海洋資源学科に進学するも1年で中退し、東京声専音楽学校（後の昭和音楽芸術学院）のミュージカル科に入り直す。同校卒業後、劇団「ネヴァーランド・ミュージカル・コミュニティ」に所属し、ミュージカル女優として劇団公演の傍ら、商業ミュージカルなどに出演。中学時代に痛めていた腰の再発で、「ついに踊るのはもう無理だ」という事態になり、それが歳を経るごとに悪化して来てしまったという。劇団解散後、当時のプロデューサーに「君は少年役で舞台に立ったときに、とても華がある。声優をしてみるのはどうか」と声をかけられ、それを機に声の世界へ。
24歳で声優養成所の青二塾に第12期生として入塾すると才能を評価されて、その後青二プロダクションへの所属が決まる。笠原留美・新山志保・石川英郎・阪口大助・山田真一は、青二の同期である。この間に最初の結婚・離婚を経験。
その後、『幽☆遊☆白書』のオーディションで「宝塚の男役のような華やかな声質で、男子高校生の演技ができるなら、男性でも女性でも構いません」という話が来て、緒方も事務所も「どうせダメだろう」と思い受けていたところ、合格して、1992年、『幽☆遊☆白書』の蔵馬役で声優デビューし、1995年には『新世紀エヴァンゲリオン』の主人公・碇シンジ役に抜擢。同時期に起きた第3次声優ブームを追い風にラジオ番組や声優雑誌などへのメディア露出が相次ぎ、一躍人気声優の仲間入りを果たす。1994年には、第17回アニメグランプリ「声優部門賞」を受賞。この回は男性キャラ部門・蔵馬、女性キャラ部門・天王はるかを始め、全部門が緒方の関係作品関連で埋まった。
インターネットラジオ番組に早期から着目し、最初のラジオ「秘密のハ・ナ・ゾ・ノ」から「漢組」シリーズは2001年から8年もの長期にわたり継続した。
2004年4月1日に13歳年下で一級建築士の男性と再婚し、その後二人で購入したマンションで現在（2022年）も暮らしている。
2009年に演劇集団キャラメルボックスの女優坂口理恵と女優兼劇作家の真柴あずきとの3人で、演劇ユニットARMs（あーむす）を結成。 
2013年に、第7回声優アワード「高橋和枝賞」を受賞。
2017年2月22日、会員向けに先行してバースデーライブ開催の案内を発表。4月8日より、声優デビュー25周年企画を発表。第1弾「ライブ」、第2弾「クラウドファンディングによる国内と海外での同時にCD販売」、第3弾、第4弾と予定での企画を公開。専用サイトを公開。
2019年2月1日に新たに声優事務所Breathe Artsを設立し代表に就任、同時に完全無料の私塾「Team BareboAt」も開設。
2021年12月、緒方恵美主催によるフェスイベント「Precious Anime & Game Songs Festival」2022年3月の開催に伴い、クラウドファンディングを実施。同年12月31日、『第72回NHK紅白歌合戦』の「カラフル特別企画 〜明日への勇気をくれる歌〜」の中で、『新世紀エヴァンゲリオン』の碇シンジとして白組司会の大泉洋の名前や「逃げちゃダメだ」など、紅白特別仕様の台詞を入れる演出がなされた。
2022年に声優デビュー30周年を迎えた。同年3月5日、第16回声優アワードにて「主演女優賞」を受賞。

## 生い立ち

### 子供時代の家族と生家
父親は東宝に在籍し、宝塚の指揮者やトロンボーン演奏、越路吹雪がいた頃のミュージカル音楽監督などを務め、母親は声楽といった音楽一家で育つ。家にはいつも音楽が流れていて、フルートやヴァイオリン、チェロといった楽器も数十種類あった。
秋葉原にあった生家は、細い5階建てのビルとその裏の2階建ての一軒家を連絡通路で繋いで暮らしていた。緒方家は100年続く家業として、日本酒の酒度を測る計器を扱う会社を経営しており、ビル内は会社用スペースと居住スペースが混在していた。その後父が心臓を患い楽器が吹けなくなったため家業を継ぐと同時に、妻と共にビルの1階で喫茶店を経営した。

### 10代の頃
昔は美しい人がなる職業だと思っていたため、数学の教師になりたかったという。
小学6年生の頃に学芸会の演劇で初めて舞台に立つと周りから演技を褒められ、演じることの楽しさを知った。また、その後映画館で『宇宙戦艦ヤマト』と『銀河鉄道999』を鑑賞し、購入したパンフレットを熟読したことで声優という職業の存在を知る。
中学ではハンドボール部に入部し、試合のない土日は両親の喫茶店でアルバイトを始めた。高校進学後、芸能事務所の養成所の入所試験に応募したところ合格し、2か月ほどでドラマや舞台の仕事の話を貰えるようになった。しかし、通っていた高校の規則で在学中の芸能活動は禁止だったことが判明し、芸能活動を断念し程なく退所。この挫折経験が元で本格的に役者の道を志し、高校で友人たちと演劇サークルを立ち上げ、芝居の面白さに嵌っていった。
サークルを始めて2年目の時に、顧問の先生に「お前たちみんな受験なんだから芝居やめろ。顧問も辞める」と告げられてしまった。顧問がいないと緒方のいた学校は活動が許可されないのため、すごく困り、皆で「どうしたら芝居ができるだろうか」と真剣に考えていた。緒方たちは芝居がしたく受験もして先生に顧問を続けてもらうために、続けたい人全員が今までのテストの個人平均点を全ての教科で10点上げたら顧問を引き続きしてもらえるよう交渉していた。その時、顧問の先生が「そこまでいうのならやってみろ」と約束してもらえた。芝居をするために勉強しなければならなく皆はすごく勉強していた。その結果、見事に約束を勝ち取り芝居を続けることができたという。2008年のインタビューによると、その先生は、学校で緒方たちのことを「自分のしたいことを行動に表してやった先輩たちがいるぞ」と話すことがあるようだった。その話に影響されて「後輩で同じことを求めてきたヤツがいるぞ」と後でその先生に伺ったりしていたという。
「高校卒業したらプロの役者になろう」と考えたが父の反対に遭い、大学に通いながら演劇活動をすることを決める。前述の芸能事務所の養成所のオーディションも内緒で受けていたという。猛反対されていたため、養成所のレッスン料などは緒方自身でしていた。中学時代からはお小遣いをもらっていなかったことから、その頃からアルバイトをしていた。当時の得意科目が理数系だったため、地学と数学で受験できる大学を探した結果、東海大学海洋学部が当てはまったため、受験し合格。しかし入学間際になり同学部のキャンパスが静岡県沼津市にあると知り、急遽現地の学生寮を契約し入学後から暮らし始めた。

### ミュージカル女優から声優の道に
しかし大学生活を送る中で「やっぱり東京で芝居がしたい。ここにいてはダメだ」との思いに駆られ、親に無断で大学を中退。実家に戻るも父親に叱咤され家を追い出されたため、アルバイトで貯めていた資金で世田谷区南烏山（千歳烏山駅辺り）のアパートに下宿し、困窮生活を送った。
その後窮状を見かねた祖母が間に入ったことで、両親から「オペラを学ぶのならいい」との許可を得て、東京声専音楽学校（後の昭和音楽芸術学院）に通うことが決まった。しかしここでも緒方は親に内密で、オペラではなく新設されたミュージカル科に願書を提出。入学後は南烏山のアパートを引っ越した後、アルバイトを掛け持ちしながらミュージカル女優を目指した。
声優デビュー直後はレギュラー番組が1、2本だったため、空き日を演技や発声などのトレーニングに活用できた。しかし約半年後、声優専門雑誌が次々と創刊され、第3次声優ブームが起きたことで緒方を取り巻く状況が一変する。この頃を境に月10本以上のレギュラーの仕事を抱えるようになった。

### 青二塾入塾以降の私生活
青二塾に通い始めた頃、心臓を患う父の容態が悪化し、当時の恋人にそのことを話したところ、「お父さんのためにも近い内に結婚しよう」とプロポーズを受け、急遽結婚が決まった。緒方の花嫁姿を見た父は、「唯一の親孝行をしてくれた」と喜び、後日他界した。
その後、主婦業の傍ら青二塾へ通ったが、卒業後はオーディションや仕事上の予定が増えたことで家庭に割く時間が削られるようになった。やがて『幽☆遊☆白書』のオーディションで初めて役を得るも、そのことで今後の声優活動がより多忙になると分かり、夫と話し合い半年後に離婚した。
離婚後は、実家にほど近い文京区根津のアパートで一人暮らしを始めた。1998年に事務所を退所してフリーになり、豊島区の椎名町駅付近に2DKのマンションと個人事務所を借り再出発するも心労が重なり、2000年に休業。
しかし程なくして実家が多額の借金を抱えていることを知り実家を支援するため、自身のマンションと個人事務所を解約し、休業を切り上げて声優活動を再開せざるを得なくなった。実家の借金やビルなどの問題は、（2022年の）数年前に片が付いたとのこと。

## 特色
少年役が多く、声優業界で初めて高校生以上の男子に声を当てた女性声優でもある。緒方自身の引き出しが全然足らないことから、2008年時点でも勉強して、引き出しを広げる努力をし続けているという。演技の中の空気感のような何もないものを自分の声や体だけで表現しなければならない時に、経験から生まれる地に足のついた想像力があるのとないのではリアリティーが違うことから剣の達人役が来たら道場に通い、馬を手足のように操る女の子の役が来た時は乗馬を習いに行くという。役幅の広さもそのあたりに秘密があるかもしれないという。
男性の声からお姫様の声まで何でも演じているが、気持ちがその役にならないとその声はできないという。間や空気感といったそういう部分がないと深い芝居にはならないことからセリフを口にしている時よりセリフを口にしていない時間の方を大事にしているという。

### 『新世紀エヴァンゲリオン』関連
1995年秋頃、庵野秀明から直々に指名を受けて『新世紀エヴァンゲリオン』の碇シンジ役に選ばれる。シンジ役では14歳の少年が抱える内面の揺らぎを繊細に演じ、緒方にとって名実ともに代表作となった。当時、『新世紀エヴァンゲリオン』のオーディションの話が来た時、当初は事務所のほうで断っていたようで、当時の緒方は週に9本のレギュラー作品と3本のラジオ番組を抱えていたため、スケジュール的に厳しかったと語る。しかし『美少女戦士セーラームーン』の打ち上げに参加していたところ、庵野秀明がやってきて「どうしてオーディションを受けてくれないんですか?」、「1次オーディションでは思うような人が見つからなかったので、よかったら受けてもらえませんか」と直接、声をかけてくれた。それがきっかけで碇シンジ役に抜擢されたという。
『新世紀エヴァンゲリオン』については「完結後月日が経っても、まだ冷静に観られない」と語っている。『ヱヴァンゲリヲン新劇場版:序』では、（第6の使徒による加粒子ビームにより）高温のL.C.L.で煮られ台本5ページ分にわたって絶叫するシーンを収録した翌日、喉に違和感を覚えて検査したところ、声帯を痛めたのではなく実際に気管が高温になり軽い火傷をした状態になっていた、というエピソードがある。
2021年公開の完結作『シン・エヴァンゲリオン劇場版』を踏まえて、その後の心境として以下のように語っている。「連続アニメの放送から25年以上に渡り碇シンジという少年を演じたが、私の声優人生においてもやはり『エヴァ』の存在は大きかった。長年シンジ役を演じる上で、自分の中には“14歳の魂を失ってはいけない”という呪縛のような強い責務があった。でもシリーズが完結したことで“14歳の魂”は私の中でどうやら血肉化してしまい、もはや失われるようなものではなくなったようです。振り返って見れば、『エヴァ』の碇シンジを演じるために声優になったといっても過言ではない。碇シンジを演じたからこそ、ここまで声優を続けて来られたのだと思います」。

### その他の作品のエピソード
『幽☆遊☆白書』の蔵馬役で声優デビューするまで緒方としては舞台をずっとしており、少年役もお金をもらう仕事としてこなしてきたため、わりと簡単に考えていた部分があった。しかし、舞台やミュージカルと違い、台本をくれてから本番までの時間が非常に短く、稽古がないのにも慣れておらず、何より問題だったのは声質だった。『幽☆遊☆白書』のオーディションでは緒方自身の声を聞いて蔵馬役に選んでくれた話で、男性声優の中に混ざるとバランスが悪かったようだった。声優業界的にも第2次性徴期以降の少年の声を女性声優が演じるというケースはほぼなく、初の試みに近い部分があったため、後で「声を聴いたときの違和感も大きかった」と聞いた。音響監督から「もう少し何とかしてきてもらえる？」と言われていたが、無理に作ったような声を出すのも嫌で、声帯の専門家を紹介して、改めて詳しく調べていた。緒方の声帯は日本人女性にしては長いため、「〝体全体の楽器としての機能〟を高めて声帯のすべてを使えるようにすれば、男性並みの声が出せるかもしれない」とのこと、その後はとにかく体を鍛えようと、週に5、6日はジムに通っていた。そのうちにだんだん腰の据わった声が出るようになり、自然と声が低くなっていったという。
『幽☆遊☆白書』では、蔵馬役に選んでくれたスタッフから「高校生の男子役を女性声優が演じるのは、初めてじゃないか」と言われた。放映前、女性声優が同役を演じることを知った原作ファンから「どうして蔵馬役が女性なんだ？」との否定的な投書もあった。しかし、放送開始後の同作キャストによる初イベントの頃には、緒方が登壇した途端とんでもない量の黄色い声が上がるようになっていた。
前述のとおり、緒方は『幽☆遊☆白書』の蔵馬役で声優デビューしたこともあり、所属していた事務所も「それだけに集中させよう」という理由で半年ぐらい緒方に他の仕事を一切入れなかった。デビューの頃は蔵馬役と同じくレギュラーとして出演していた『ツヨシしっかりしなさい』の静雄役だけに絞っており、その2人役しか演じていなかったという。
『魔法騎士レイアース』の第1章でエメロード姫を演じたことについては、オファーを貰うまでは男役が続いていたため、どうしたらいいのか悩んで必死に演技していたとのことである。「最初にオファーを受けた時、マネージャーが『うちの緒方に姫の役を？』と電話で聞き返し、事務所内がざわついた」「第1話の試写会でエンドロールに緒方の名前が出た瞬間、会場から驚きの声が上がった」などのエピソードを後に本人が明かしている。また、エメロード姫の「助けて……」というセリフに対して、海役の吉田小南美やフェリオ役の山崎たくみから「お前を助けられるヤツはいない!」などと、愛のあるイジりを入れられたこともあった。

## 人物
演劇・ミュージカル時代にはずいぶんトレーニングをしていたが、2008年時点ではトレーニングらしいトレーニングはしておらず、ジムに行くくらいである。一方、これも生活の一部で、特別に何かをやっているという感覚ではないという。
ダンスレッスンにもよく参加しており、色々なジャンルのものを楽しんでしている。踊りでプロになろうとかは思わないが、楽しんででき、「自然とトレーニングになっているのではないか」と語る。
レッスンや練習の中での「つらいな」、「逃げたいな」と思う部分を乗り越えていたものはよくわからず、苦労をしないできたというわけでもなかった。2008年時点でも「仕事を辞めたい」と思うことはあり、「自分は役者に向いてないな」と思うことはあるという。それを乗り越えさせてくれた分岐点は「役者になりたい」と思っていたことから、「今にいたるまでの間に数限りなくあった」といい、当初の分岐点は「役者でメシを食えるようになりたい」と思ったことだという。「多分、辛いことは山のようにあった」と語るが、「役者になりたい」という思いのほうがはるかに強かったため、自然に乗り越えてきたのではないかと語る。
食事は、一人暮らしだと野菜を取らなくなってしまいがちのため、毎週自宅に無農薬野菜を宅配してもらうなどして気を遣っている。外食をするにしても、ジャンルにこだわったりはしないが、何の素材を食べるかは慎重になるため、コストパフォーマンスにより、食べる相手により、「その中でどういうところだったら満足感が得られるか」ということを考えているという。
緒方にとって演技の基本は、「普段の私についている“仮面”や“鎧”を捨てていくというもの。感情を演じるためには、それまでの年齢や経験で身についた仮面や鎧を自在に捨てられるかどうかが大切」と語っている。
幕末の医師・蘭学者であった緒方洪庵の分家の子孫にあたる。過去には祖先に倣い医師を目指すよう家族に勧められていたという。
連続ドラマは欠かさず視聴している程で、視聴する番組数は1クール（3か月）辺り10作品以上にも上るという。
2013年6月13日ブログ更新にて、『わんおふ -one off-』作品をきっかけに「大型自動二輪免許、取得致しました!!」とブログに記載する。その後に、バイクで竹原（広島県）まで行って来たよと紹介する。

## 音楽活動
前述の通り、早くからアマチュアとして音楽活動を行っており、弾き語りのバイトでは自作の曲も披露していた。実家がクラシック一家で、歌といえばオペラ歌手と考えていたことから、「音楽でプロになろうとは思わなかった」が、声優として売れたことから、本格的にプロとしての活動を開始。
当初は声優として、声優ファンを意識し、アニメ作品のキャラクターソングの延長上として歌っており、作曲よりも歌に専念すべきと考えていた。
しかし、2000年のランティス移籍後、社長の井上俊次の勧めで、作詞・作曲も自ら手がけるシンガーソングライターとしての本格的な音楽活動に移行する。
移籍後、しばらくはまだポップス寄りの曲を作っていたが、井上のバックアップが転機となり、次第にロック志向、バンド志向の強い活動を行うようになる。
2000年代にはバンに乗ってバンドで回るような活動も行っていたが、のちに「もっと自由にやっていいんだ」と考えるようになった。2012年1月25日リリースの『Rebuild』は、「デビューアルバムのような気持ちだった」と述べている。
現在では、一部の作曲とほぼ全ての作詞を手掛け、国内外で精力的なライブを行っている。
2016年10月27日、「脱法ロック」でニコニコ動画デビュー。即日28万再生を超え、カテゴリ別デイリー1位、同時にニコニコ動画総合デイリー1位に。
2017年1月25日リリースのオリジナルアルバム『real/dummy』では、人間が装着するタイプのダミーヘッドマイクである、リアルダミーヘッドマイクの開発に携わっている佐藤純之介の協力のもと、緒方自身がリアルダミーヘッドマイクを装着して一発録りを行う（日本では初）など、実験的な曲作りを行っている。

### 声優デビュー25周年企画
- 第1弾、バースデーライブ「BIRTHDAY LIVE 2017 オレフェス!!!!!!〜外の人大集合〜」（2017年6月6日開催）
- 第2弾、クラウドファンディング「国内&海外にCDを届けたい。〜出演アニソンカバーアルバム『アニメグ。25th』」。アメリカでは、クラウドファンディングの（miraimode[53]）を活用する。海外はTokyo Otaku Mode Shopから10月頃一般販売予定。
- 第3弾、ARMs、2年ぶり活動再開。ARMs PRESENTS「愛すべき娘たち」を2017年9月2日、3日で両日2回まわしにて開催。
- 第4弾、アルバム「アニメグ。 25th」にて国内ライブツアー。
- 第5弾、セルフカバー・ベストアルバム「EARLY OGATA BEST」2018年5月30日発売。
  - 特番『文化放送モバイルplus presents生放送!緒方恵美の銀河にほえろ!2018-なまー』（6月20日、文化放送超!A&G＋）

## 出演
太字はメインキャラクター。

### テレビアニメ
1992年
- ツヨシしっかりしなさい（静雄、八百屋の女房）
- 丸出だめ夫
- 幽☆遊☆白書（1992年 - 1995年、母親、螢子の母、蔵馬 他）

1993年
- GS美神（横島の母、窓口ギャルズ、少年、社長の少年時代、舟幽霊、ハイレグ妖怪、弥生 他）
- SLAM DUNK（赤木少年）
- ドラゴンボールZ（お婆ちゃん）
- 美少女戦士セーラームーン（1993年 - 1997年、ヴァンピル、小学生、嵐のペッツ、天王はるか / セーラーウラヌス） - 4シリーズ

1994年
- 愛と勇気のピッグガール とんでぶーりん（ムッチ）
- キャプテン翼J（1994年 - 1995年、三杉淳）
- 銀河戦国群雄伝ライ（1994年 - 1995年、飛竜）
- ジャングルの王者ターちゃん♡（シーマ）
- 真拳伝説タイトロード（キックス・ロックウェル）
- ドラえもん（テレビ朝日版第1期）（直子、少年）
- 魔法騎士レイアース（1994年 - 1995年、エメロード姫、イーグル・ビジョン）
- ヤマトタケル（ロカ）

1995年
- 鬼神童子ZENKI（アンジュ、後藤晶 / 後鬼）
- クレヨンしんちゃん（ケロケロ、小学生、ヨゥコ）
- 新世紀エヴァンゲリオン（1995年 - 1996年、碇シンジ）

1996年
- ありす・イン・サイバーランド（チャーリー）
- ハーメルンのバイオリン弾き（サイザー）
- B'T X（華蓮）
- 名探偵コナン（永井亜矢子）

1997年
- 吸血姫美夕（冷羽 / 松風）
- VIRUS -VIRUS BUSTER SERGE-（レオン）
- CLAMP学園探偵団（如月晶）

1998年
- アンドロイド・アナ MAICO 2010（マスダマス）
- カードキャプターさくら（1998年 - 2000年、月城雪兎 / ユエ） - 2シリーズ
- デビルマンレディー（黒崎あおい）
- 遊☆戯☆王（武藤遊戯）
- 烈火の炎（亜希）

1999年
- 人形草紙あやつり左近（橘左近）
- ゴクドーくん漫遊記（弥勒）
- GTO（村井樹里亜）
- ジバクくん（デッド）
- 仙界伝 封神演義（普賢真人）
- 南海奇皇（大森茗）
- パワーストーン（ワンタン、ツボ振りの姐さん）

2000年
- 学校の怪談（放送室の茜さん）

2001年
- 機巧奇傳ヒヲウ戦記（有坂）
- PROJECT ARMS（アル・ボーエン）

2002年
- 円盤皇女ワるきゅーレ（2002年 - 2003年、ワルキューレ、ワルキューレ・ゴースト） - 2シリーズ
- 奇鋼仙女ロウラン（劉玲華）
- GetBackers-奪還屋-（クレイマン）
- SAMURAI DEEPER KYO（真田幸村、穴山小助）
- 東京ミュウミュウ（2002年 - 2003年、青山雅也 / 蒼の騎士 / ディープブルー）
- 花田少年史（横溝人志、仁美）
- 満月をさがして（2002年 - 2003年、いずみ・リオ）

2003年
- 探偵学園Q（2003年 - 2004年、キュウ）

2004年
- ブラック・ジャック（キートン）

2005年
- エレメンタル ジェレイド（ラサティ・ティグレス）

2006年
- エンジェル・ハート（楊芳玉）
- ブラック・ジャック21（トリトン）
- まじめにふまじめ かいけつゾロリ（王子）

2007年
- 京四郎と永遠の空（ワルテイシア）
- BLEACH（ティア・ハリベル）

2008年
- ケロロ軍曹（岡本八八十）
- S・A〜スペシャル・エー〜（彗の父〈滝島暁〉）

2010年
- Angel Beats!（直井文人）
- スーパーロボット大戦OG -ジ・インスペクター-（リン・マオ）

2011年
- 神様ドォルズ（きいちゃん）
- たまゆらシリーズ（2011年 - 2013年、楓の母、沢渡珠恵） - 2シリーズ
- 日常（ナレーション）
- 真剣で私に恋しなさい!!（クッキー）

2012年
- 恋と選挙とチョコレート（夢島朧）
- めだかボックス アブノーマル（球磨川禊）

2013年
- ダンガンロンパ 希望の学園と絶望の高校生 The Animation（苗木誠）
- DEVIL SURVIVOR2 the ANIMATION（幼いヤマト）

2014年
- 監督不行届（第拾弐話ナレーション）
- 東京ESP（大空歩）
- ハマトラ（モモカ） - 2シリーズ
- 棺姫のチャイカ（リカルド・ガヴァーニ）

2015年
- 暗殺教室（2015年 - 2016年、堀部イトナ） - 2シリーズ
- みんな集まれ!ファルコム学園SC（ジュリオ）

2016年
- 蒼の彼方のフォーリズム（各務葵）
- ダンガンロンパ3 - The End of 希望ヶ峰学園 - 未来編 / 絶望編 / 希望編（苗木誠、狛枝凪斗） - 2シリーズ + 特別編
- ディバインゲート（ナレーション）
- 魔法少女育成計画（森の音楽家クラムベリー）
- レガリア The Three Sacred Stars（ヨハン）

2017年
- このはな綺譚（女将 / 椿）
- キノの旅 -the Beautiful World- the Animated Series（ソウ）

2018年
- カードキャプターさくら クリアカード編（月城雪兎 / ユエ）
- ハクメイとミコチ（小骨のマスター / マヤ）
- 魔法少女 俺（改造人間一郷 / 藤本一郷）
- 新幹線変形ロボ シンカリオン（2018年 - 2021年、碇シンジ） - 2シリーズ
- INGRESS THE ANIMATION（ADA）
- キラッとプリ☆チャン（神戸）

2019年
- なむあみだ仏っ!-蓮台 UTENA-（アーシャ）
- KING OF PRISM -Shiny Seven Stars-（大和ヴィクトリア、ドラチ）
- ファンタシースターオンライン2 エピソード・オラクル（2019年 - 2020年、シオン / シャオ / GH440 / クラリッサ）

2020年
- 地縛少年花子くん（2020年 - 2025年、花子くん / 柚木普、つかさ / 柚木司） - 3シリーズ
- 邪神ちゃんドロップキック'（美少年）
- 戦乙女の食卓（オットー・アポカリプス〈幼少期〉）
- アクダマドライブ（医者）

2021年
- 平穏世代の韋駄天達（イースリイ）
- 逆転世界ノ電池少女（ザバーン）

2022年
- かぎなど Season2（直井文人）
- BLEACH 千年血戦篇（ティア・ハリベル）
- ポプテピピック TVアニメーション作品第二シリーズ（ポプ子〈第9話Aパート〉）

2023年
- 神無き世界のカミサマ活動（クレン / ロキ）
- レベル1だけどユニークスキルで最強です（エリック）
- 放課後少年花子くん（2023年 - 2024年、花子くん / 柚木普、つかさ、吸血鬼の支配人〈花子くん〉、ホテルの幽霊〈つかさ〉） - 2シリーズ
- 呪術廻戦（2023年 - 、乙骨憂太） - 2シリーズ

2024年
- SHY 東京奪還編（無垢）
- 青のミブロ（2024年 - 2025年、菊千代〈徳川家茂〉）

2025年
- 異修羅（逆理のヒロト）
- 桃源暗鬼（校長）

### 劇場アニメ
1993年
- 劇場版 美少女戦士セーラームーンR（衛〈少年時代〉）
- 幽☆遊☆白書（蔵馬）

1994年
- 劇場版 美少女戦士セーラームーンS（天王はるか）
- 幽☆遊☆白書 冥界死闘篇 炎の絆（蔵馬）

1995年
- 美少女戦士セーラームーンSuperS セーラー9戦士集結!ブラック・ドリーム・ホールの奇跡（天王はるか）
- はじまりの冒険者たち レジェンド・オブ・クリスタニア（ジェノバ）

1996年
- (超)劇場版!地獄先生ぬ〜べ〜（飯島久美子）

1997年
- 新世紀エヴァンゲリオン劇場版 シト新生（碇シンジ）
- 新世紀エヴァンゲリオン劇場版 Air/まごころを、君に（碇シンジ）

1999年
- 劇場版カードキャプターさくら（月城雪兎）
- 劇場版 遊☆戯☆王（武藤遊戯）

2000年
- カードキャプターさくら -封印されたカード-（月城雪兎 / ユエ）
- ドラえもん のび太の太陽王伝説（ティオ）

2002年
- 名探偵コナン ベイカー街の亡霊（諸星秀樹）

2005年
- ブラックジャック ふたりの黒い医者（兄）

2007年
- ヱヴァンゲリヲン新劇場版:序（碇シンジ）

2009年
- ヱヴァンゲリヲン新劇場版:破（碇シンジ）

2012年
- ヱヴァンゲリヲン新劇場版:Q（碇シンジ）

2014年
- PERSONA3 THE MOVIE（2014年 - 2016年、天田乾） - 3作品

2019年
- 劇場版 新幹線変形ロボ シンカリオン 未来からきた神速のALFA-X（碇シンジ）

2020年
- KING OF PRISM ALL STARS -プリズムショー☆ベストテン-（ドラチ）

2021年
- シン・エヴァンゲリオン劇場版𝄇（碇シンジ）
- 劇場版 呪術廻戦 0（乙骨憂太）

2023年
- デジモンアドベンチャー02 THE BEGINNING（大和田ルイ）

### OVA
1993年
- ああっ女神さまっ（森里螢一〈子供時代〉）

1994年
- キャプテン翼 最強の敵!オランダユース（三杉淳）
- マップス（シアン）

1995年
- アミテージ・ザ・サード（ジュリアン・ムーア）
- 学校の幽霊
- こどものおもちゃ（羽山秋人）
- 不思議の国の美幸ちゃん（冬麗）
- 女神天国（ジュリアナ）

1996年
- アーシアンIII（エルヴィラ）
- 覚悟のススメ（散）
- 爆れつハンター（ミルフィーユ）
- レジェンド・オブ・クリスタニア（ジェノバ）

1997年
- B'T-X NEO（華蓮）
- レイアース（エメロード姫、イーグル）

1998年
- 火聖旅団 ダナサイト999.9（台羽哲郎）
- ガラスの仮面 千の仮面を持つ少女（北島マヤ）
- 刻の大地 〜花の王国の魔女〜（ジェンド）

1999年
- チューリップ海岸物語（シーズ）
- メルティランサー The Animation（メルビナ・マクガーレン）

2003年
- 円盤皇女ワるきゅーレ SPECIAL（ワルキューレ）

2005年
- 円盤皇女ワるきゅーレ 星霊節の花嫁（ワルキューレ、ワルキューレ・ゴースト）

2006年
- 円盤皇女ワるきゅーレ 時と夢と銀河の宴（ワルキューレ）

2010年
- たまゆら（楓の母）

2011年
- Fate/Prototype（ライダーのマスター）

2012年
- わんおふ -one off-（影山）
- 人類は衰退しました（妖精さん）

2014年
- 絶滅危愚少女 Amazing Twins（メサイアレディ）

2015年
- たまゆら〜卒業写真〜（沢渡珠恵）

2017年
- カードキャプターさくら クリアカード編 プロローグ さくらとふたつのくま（月城雪兔）

2018年
- 幽☆遊☆白書（蔵馬）

### Webアニメ
- ケンガンアシュラ（2019年 - 2023年、因幡良[123]） - 3シリーズ[一覧 6]
- 天空侵犯（2021年、沖原真司[124]）

### ゲーム
1993年
- オーロラクエスト おたくの星座 IN ANOTHER WORLD（ミン、ジョンジョン）
- 幽☆遊☆白書（スーパーファミコン）（蔵馬）
- 幽☆遊☆白書 闇勝負!!暗黒武術会（蔵馬）

1994年
- キャプテン翼（三杉淳）
- ツインゴッデス（カーミラ）
- 美少女戦士セーラームーンS こんどはパズルでおしおきよ!（セーラーウラヌス）
- 幽☆遊☆白書（3DO）（蔵馬）
- 幽☆遊☆白書 特別篇（蔵馬）
- 幽☆遊☆白書 魔強統一戦（蔵馬）
- 幽☆遊☆白書2 格闘の章（蔵馬）

1995年
- 聖夜物語（聖母レナ、教皇ヴェルメッサ）
- 闘神伝（1995年 - 1998年、トレーシー） - 7作品
- 美少女戦士セーラームーンS（セーラーウラヌス）
- 美少女戦士セーラームーンS くるっくりん（セーラーウラヌス）
- 美少女戦士セーラームーンSuperS ふわふわパニック（セーラーウラヌス）
- バトルタイクーン（パチェット）
- 魔法騎士レイアース（エメロード姫）※セガサターン版
- 幽☆遊☆白書FINAL 〜魔界最強列伝〜（蔵馬、妖狐）

1996年
- いまどきのバンパイア（神宮寺玲緒）
- 新世紀エヴァンゲリオン（碇シンジ）
- スターグラディエイター（ジューン）
- トゥルー・ラブストーリー（草薙忍）
- 美少女戦士セーラームーンSuperS 真・主役争奪戦（セーラーウラヌス / 天王はるか）
- 美少女戦士セーラームーンSuperS 全員参加!! 主役争奪戦（セーラーウラヌス）
- 美少女バラエティー ラピュラスパニック（邪神ラピュラス）
- メルティランサー 〜銀河少女警察2086〜（メルビナ・マクガーレン）
- ラストブロンクス東京番外地（港野洋子）
- ワルキューレの伝説 外伝 ローザの冒険（ミシェール）

1997年
- 覚悟のススメ（散）
- 新世紀エヴァンゲリオン 2nd Impression（碇シンジ）
- 新世紀エヴァンゲリオン 鋼鉄のガールフレンド（碇シンジ）
- スーパーロボット大戦F（リン・マオ、碇シンジ）
- 天外魔境 第四の黙示録（星夜）
- トゥームレイダース（レイラ・クロフト）
- メルティランサー Re-inforce（メルビナ・マクガーレン）

1998年
- エーベルージュ スペシャル 〜恋と魔法の学園生活〜（カレナック・ルシヨン）
- 金田一少年の事件簿 星見島 悲しみの復讐鬼（桂木なお / 直木桂一）
- 新世紀エヴァンゲリオン エヴァと愉快な仲間たち（碇シンジ）
- スーパーロボット大戦F完結編（リン・マオ、碇シンジ）
- ストリートファイターEX2（シャロン、七瀬）
- 精霊召喚 〜プリンセス オブ ダークネス〜（ガイア）
- Dancing Blade かってに桃天使!（主人公）
- ツインビーRPG（シーズ）
- 夢☆色いろ（南野誠）

1999年
- 新世紀エヴァンゲリオン（碇シンジ）
- ストリートファイターEX2 PLUS（七瀬）
- Dancing Blade かってに桃天使II 〜Tears of Eden〜（主人公）
- メルティランサー The 3rd Planet（メルビナ・マクガーレン）

2000年
- さらば宇宙戦艦ヤマト 愛の戦士たち（ミル）
- 新世紀エヴァンゲリオン 麻雀補完計画（碇シンジ）
- スーパーロボット大戦α（碇シンジ）
- ストリートファイターEX3（七瀬）

2002年
- ロックマンゼロ（ハルピュイア）
- 遊☆戯☆王 モンスターカプセル ブリード&バトル（遊戯）

2003年
- 吸血姫夕維 〜千夜抄〜（千珠）
- 新世紀エヴァンゲリオン2（碇シンジ）
- 新世紀エヴァンゲリオン 綾波育成計画 with アスカ補完計画（碇シンジ）
- 新世紀エヴァンゲリオン 鋼鉄のガールフレンド2nd（碇シンジ）
- スーパーロボット大戦Scramble Commander（碇シンジ）
- 探偵学園Q 奇翁館の殺意（キュウ）
- ロックマンゼロ2（ハルピュイア、ジョーヌ）

2004年
- スーパーロボット大戦MX（碇シンジ）
- ロックマンゼロ3（ハルピュイア、ジョーヌ）

2005年
- アニマムンディ 終りなき闇の舞踏（ヤン・ファン・リュースブルグ）
- エレメンタル ジェレイド -纏え、翠風の剣-（ラサティ・ティグレス）
- 空色の風琴 Remix（ステラ）
- スーパーロボット大戦MXポータブル（碇シンジ）
- 第3次スーパーロボット大戦α 終焉の銀河へ（碇シンジ）
- 幽☆遊☆白書FOREVER（蔵馬）

2006年
- キャプテン翼（三杉淳）※PlayStation 2版
- シークレット オブ エヴァンゲリオン（碇シンジ）
- 新世紀エヴァンゲリオン 鋼鉄のガールフレンド 特別編（碇シンジ）
- 新世紀エヴァンゲリオン2 造られしセカイ -another cases-（碇シンジ）
- ペルソナ3（天田乾）
- ミステリート 〜八十神かおるの事件ファイル〜（八十神かおる）
- ミステリート 〜ディテクティブ・バケーション〜（八十神かおる）
- ロックマンゼクス（モデルH）

2007年
- THE BATTLE OF 幽☆遊☆白書 〜死闘!暗黒武術会〜 120%（蔵馬）
- シークレット オブ エヴァンゲリオン ポータブル（碇シンジ）
- 十次元立方体サイファー 〜ゲーム・オブ・サバイバル〜（八十神かおる）
- 新世紀エヴァンゲリオン バトルオーケストラ（碇シンジ）
- スーパーロボット大戦OG ORIGINAL GENERATIONS（リン・マオ）
- プリンセスナイトメア（ファントム）
- ペルソナ3 フェス（天田乾）
- 名探偵エヴァンゲリオン（碇シンジ）

2008年
- 新世紀エヴァンゲリオン 綾波育成計画DS with アスカ補完計画（碇シンジ）
- テイルズ オブ ヴェスペリア（ヨーデル）
- ミステリートPORTABLE 〜八十神かおるの挑戦！〜（八十神かおる）
- ミステリートWINDOWS 〜八十神かおるの挑戦！〜（八十神かおる）

2009年
- 新世紀エヴァンゲリオン バトルオーケストラ PORTABLE（碇シンジ）
- ペルソナ3 ポータブル（天田乾）

2010年
- ダンガンロンパ 希望の学園と絶望の高校生（苗木誠）

2011年
- 戦律のストラタス（一八式CO）

2012年
- いますぐお兄ちゃんに妹だっていいたい!（小林琉伍）
- スーパーダンガンロンパ2 さよなら絶望学園（狛枝凪斗）
- ファンタシースターオンライン2（シオン/シャオ）
- 真剣で私に恋しなさい!!R（クッキー〈第1形態〉）

2013年
- アイログ（結川透）
- 神撃のバハムート（グリームニル）
- ダンガンロンパ1・2 Reload（苗木誠、狛枝凪斗）

2014年
- ジェイスターズ ビクトリーバーサス（球磨川禊）
- 白猫プロジェクト（カゲツ・トウヅキ、碇シンジ）
- 絶対絶望少女 ダンガンロンパ Another Episode（苗木誠、召使い）
- 戦場の円舞曲（アサカ）
- 第3次スーパーロボット大戦Z 時獄篇 / 天獄篇（碇シンジ）
- ペルソナQ シャドウ オブ ザ ラビリンス（天田乾）
- ペルソナ4 ジ・アルティマックス ウルトラスープレックスホールド（天田乾）
- 嫁コレ（直井文人）

2015年
- Angel Beats! -1st beat-（直井文人）
- 超銀河船団（ウカイ・アヤカ、バーレス）

2016年
- 蒼の彼方のフォーリズム（各務葵）
- 暗殺教室 アサシン育成計画!!（堀部イトナ〈堀部糸成〉）
- ingress（ADA）
- スターリーガールズ（デス）

2017年
- スーパーロボット大戦V（碇シンジ）
- Shadowverse（風の軍神・グリームニル、骨の貴公子）
- ブラックローズサスペクツ（ミオ・アンダーソン）
- ひらがな男子 いつらのこゑ（ね）
- デスティニーチャイルド（ロキ）
- グランブルーファンタジー（2017年 - 2024年、グリームニル） - 2作品

2018年
- スーパーロボット大戦X-Ω（碇シンジ）
- ペルソナ3 ダンシング・ムーンナイト（天田乾）
- クイズRPG 魔法使いと黒猫のウィズ（月城雪兎 / ユエ）
- ファイティングEXレイヤー（紗波音）
- CharadeManiacs（射落ミズキ）
- ゴシックは魔法乙女〜さっさと契約しなさい!〜（エメロード姫）
- 幽☆遊☆白書 100％本気バトル（蔵馬）
- ペルソナQ2 ニュー シネマ ラビリンス（天田乾）
- ぷよぷよ!!クエスト（2018年 - 2020年、天田乾、ユエ）
- Ingress Prime（ADA）
- ワールドエンドヒーローズ（透野光希）

2019年
- スーパーロボット大戦T（エメロード、イーグル・ビジョン）
- 共闘ことばRPG コトダマン（2019年 - 2022年、碇シンジ、蔵馬、乙骨憂太）
- スーパーロボット大戦DD（2019年 - 2024年、碇シンジ、リン・マオ）
- カードキャプターさくら ハピネスメモリーズ（月城雪兎 / ユエ）

2020年
- IdentityV 第五人格（苗木誠）
- ラングリッサー モバイル（蔵馬）
- ワールズエンドクラブ（ポチ）
- シャドウバース チャンピオンズバトル（早乙女レイ）

2021年
- 幕末維新 天翔ける恋（岩倉具視）
- ロックマンX DiVE（ハルピュイア）
- 時計仕掛けのアポカリプス（ガネット）
- ファミコン探偵倶楽部 消えた後継者 / うしろに立つ少女（主人公）
- スーパーロボット大戦30（エメロード、イーグル・ビジョン）
- 妖怪ウォッチ ぷにぷに（碇シンジ）

2022年
- モンスターストライク（乙骨憂太）
- 崩壊3rd（オットー・アポカリプス〈少年時代〉）
- ライブアライブ（ポゴ）
- 呪術廻戦 ファントムパレード（乙骨憂太）

2024年
- 呪術廻戦 戦華双乱（乙骨憂太）
- ペルソナ3 リロード（天田乾）
- ファミコン探偵倶楽部 笑み男（主人公）
- メタファー：リファンタジオ（フィデリオ）

2025年
- BLEACH Rebirth of Souls（ティア・ハリベル）
- HUNDRED LINE -最終防衛学園-（九十九今馬）
- ミステリート〜八十神かおるの挑戦！〜（八十神かおる）

### アダルトゲーム
- 真剣で私に恋しなさい!!（2009年、クッキー〈第1形態〉）
- 恋と選挙とチョコレート（2010年、夢島朧）
- 電激ストライカー（2011年、ミラー）
- 真剣で私に恋しなさい!S（2012年、クッキー〈第1形態〉）[172]
- 蒼の彼方のフォーリズム（2014年、各務葵）

### ドラマCD・その他CD
- アニマムンディ 終りなき闇の舞踏 第2弾暗黒編 結社の狂宴（ヤン・ファン・リュースブルグ）
- 嵐のデスティニィシリーズ（速瀬和宏）
- いま、会いにゆきます（秋穂佑司）
- 英雄伝説III 白き魔女シリーズ（ジュリオ）
- 学園革命伝ミツルギ（美剣散々）
- 風の王国（李翠蘭）
- 人形草紙あやつり左近シリーズ（橘左近）
- キノの旅 -the Beautiful World- the Animated Series「見えない真実」-Family Picture-（ソウ） - Blu-ray中巻特典CD
- 銀河鉄道の夜（タダシ）
- Grand Stage（陽央あきと[173]）
- クレセントノイズ（羽崎拓）
- 氷の魔物の物語（イシュカ・レイク・シエル・バイス・エル）
- 五霊闘士オーキ伝（竹柴逢喜）
- コールド・ゲヘナ（ルーファス・瓏）
- SAMURAI DEEPER KYOシリーズ（真田幸村 / 穴山小助）
- CDシアター ドラゴンクエストIV（ガーデンブルグ女将軍）
- 終焉ノ栞シリーズ・終焉re:act（A弥）
- ストリートファイターEX2 ドラマCD（七瀬）
- 少年アリス（アリス）
- 少年進化論（藤崎砂名）
- 新 職業・殺し屋。（宮内啓）
- 私立クレアール学園（氷堂鷹郁）
- スーパーロボット大戦 鋼のコクピット（リン・マオ）
- 戦国武将物語〜姫編〜（第七話「濃姫物語」）
- タイム・リープ（若松和彦）
- Dancing Blade かってに桃天使!（公丸）
- ちょー美女と野獣（リブロ・ゼロネーム・トードリア）
- TWIN SIGNAL（音井みのる/コード/子供時代の音井正信）
- ツインビーPARADISE（シーズ）
- dearシリーズ（妃杈・スメラギ）
- 天体議会（水蓮）
- 天馬の血族（アルトジン）
- 刻の大地（ジェンド）
- ドラゴン騎士団（ルーン）
- トレイン☆トレイン（古川ひかり）
- 花のあすか組!外伝（九楽あすか）
- ふしぎ遊戯 玄武開伝シリーズ（室宿）
- ぷよぷよ の〜てんSPECIAL（パノッティ）
- 変 HEN（佐藤）
- ペルソナ3シリーズ（天田乾）
- ぽちゃまに（乃村真美）※『花とゆめ』2014年16号付録[174]
- ぽっぷるメイルパラダイス3（ショーマ）
- マクロス・ジェネレーション（ラファール）
- 真剣で私に恋しなさい! ドラマCD Vol.2（クッキー1）
- ミカるんX ドラマCD 01・02（ヒミツさん）
- メルティランサー（メルビナ・マクガーレン）
- もっと!ときめきメモリアル（戎谷淳）
- 幽☆遊☆白書シリーズ（蔵馬）
- ラディカル・ホスピタル（米澤米）
- ラブ・キュイジーヌ -モンスターズ・レシピ-シリーズ（ルビノー / コルリ）
- るろうに剣心 -明治剣客浪漫譚-シリーズ（緋村剣心）
- レイスイーパー（剣清）
- ロックマンゼロシリーズ
  - REMASTERED TRACKS ROCKMAN ZERO（ハルピュイア）
  - REMASTERED TRACKS ROCKMAN ZERO Telos（ハルピュイア、ジョーヌ[要出典]）
- Fate/Prototype 蒼銀のフラグメンツ Drama CD（伊勢三杏路[175]）

### デジタルコミック
- JKからやり直すシルバープラン（2021年、尾上慎二）[176]

### オーディオブック
- はてしない物語 上（2022年2月25日、Audible）
- はてしない物語 下（2022年4月1日、Audible）
- 機龍警察 未亡旅団（2022年7月22日、Audible)
- 機龍警察 火宅（2022年10月21日、Audible）
- 機龍警察 狼眼殺手（2023年1月20日、Audible）
- 機龍警察 白骨街道（2023年5月19日、Audible）
- 再生（仮）（2023年7月28日、Audible）

### 吹き替え
- サイバーネット（1996年、ケイト・リビー〈アンジェリーナ・ジョリー〉）
- シャザム!（2019年、ビリー・バットソン〈アッシャー・エンジェル〉[177]）※劇場公開版
- シャザム!〜神々の怒り〜（2023年、ビリー・バットソン〈アッシャー・エンジェル〉[178]）

### 特撮・実写
- 電光超人グリッドマン（1993年、マティベアの声）
- みずいろぞうさん-ウゴウゴルーガ内コーナードラマ（1993年、ほうれんぞうの声）
- 魔進戦隊キラメイジャー THE MOVIE ビー・バップ・ドリーム（2021年、ドリームストーンの声[179]）
- 聖☆おにいさん THE MOVIE〜ホーリーメンVS悪魔軍団〜 (2024年、布団付喪神の声）

### ラジオ
※はインターネット配信。
- 緒方恵美の東京ウォーカー ラジオステーション（TBSラジオ）
- 緒方恵美のMUSIC COAST（AM-KOBE）
- 緒方恵美の銀河にほえろ!（1996年 - 1998年、文化放送）
- 緒方恵美のオールナイトニッポン（1997年、ニッポン放送）
- 緒方恵美の愛だぜ!BABY!（1999年 - 2000年、AM KOBE）
- 緒方恵美の秘密のハ・ナ・ゾ・ノ（2001年、M.O.bay〈緒方恵美公式サイト〉※）[180]
- 緒方vs土門 TASOGAREミ☆漢組!（2002年、M.O.bay※）
- 緒方vs土門 KIRAMEKIミ☆漢組!（2002年 - 2003年、M.O.bay※）
- 〜緒方vs土門〜UKIUKIミ☆漢組!シリーズ（2003年 - 2005年、M.O.bay※）
- 〜緒方vs土門〜MOEMOE♥漢組!シリーズ（2005年 - 2007年、M.O.bay※・ランティスウェブラジオ※）
- 今日は一日“アニソン”三昧 シリーズ（2007年、NHK-FM）
- 緒方恵美の薔薇色天獄シリーズ（2007年 - 2009年、M.O.bay※・ランティスウェブラジオ※・音泉※）
- とことんアニソン大辞典（2010年、NHK-FM）
- ダンガンラジオ 希望のゲストと絶望のオガタ（2010年 - 2011年、アニメイトTV※）
- 【恋チョコラジオ】夢島朧[おがためぐみ]のショッケン乱YO!（2010年 - 2011年、ランティスウェブラジオ※）
- 【恋チョコラジオ】緒方恵美のショッケン乱YO!ぴゅあ（2011年、ランティスウェブラジオ※）
- アニメ『恋と選挙とチョコレート』ラジオ 緒方恵美のショッケン乱YO!!（2012年、HiBiKi Radio Station※）
- スーパーダンガンラジオ 〜緒方恵美の絶望学園放送部〜（2012年、アニメイトTV※・音泉※・HiBiKi Radio Station※）
- 緒方恵美と妖精の国（2013年 - 2014年、HiBiKi Radio Station※）[181]
- ダンガンロンパ The Animation 希望のラジオと絶望の緒方（2013年、HiBiKi Radio Station※・音泉※・アニメイトTV※）[182]
- 緒方恵美の晴天ヘキレキ! マンスリートークライブラジオ（2013年 - 2018年、ニコニコ生放送※・音泉※）
- よ・み・き・か・せ（2014年、TOKYO FM）
- 石田彰と緒方恵美の劇場版「ペルソナ3」影時間ラジオ（2015年 - 2016年、劇場版公式サイト※）[183]
- 緒方恵美の乙女的美食研究部（2015年 - 2016年、アニメイトTV※）
- ダンガンラジオ-The End of 希望ヶ峰学園-（2016年、音泉※）[184]
- 真冬の夜の偉人たち - イケメンボイス海外編 -（2016年、NHK-FM）
- 真夏の夜の偉人たち - ビリー・ジョエル 〜ジ・エンターテイナー〜 -（2017年、NHK-FM）
- 緒方恵美のオールナイトニッポンR（2017年、ニッポン放送）
- 文化放送モバイルplus presents 生放送！緒方恵美の銀河にほえろ！2018-なま-（2018年、文化放送モバイル+※・超!A&G+※）
- ラジオマンジャック（NHK-FM 隔週レギュラーメンバー　第1＆第3土曜日）[185]
- ラジオで平成ネット史（仮）（2019年3月21日、NHKラジオ第1）[186]
- 緒方恵美の咆エールROCK!（2019年12月4日- 、JFN PARK※）[187]
- 緒方恵美のウラ #hoerock 5!（2022年6月15日-、JFN PARK※）

### ラジオCD
- 恋チョコラジオ 緒方恵美のショッケン乱YO!!
  - ラジオCDだいいちだん!セット
  - ラジオCDだいにだん!セット
  - ラジオCDだいさんだん!
- 緒方恵美と妖精の国。ラジオCD Vol.1

### CM
- ナムコ 「幽☆遊☆白書 特別編」（1994年、蔵馬）
- 日本宝くじ協会 「ジャンボ宝くじ」（1995年、クーちゃん）
- DIR EN GREY Blu-ray & DVD「Average Sorrow」（2015年、ナレーション）
- モンスト11周年記念キャンペーン「ひっぱれモン太くん」（2024年、モン太[188]）

### ナレーション・朗読・ドラマ
- コロンブスのゆで卵（TBS）
- トリビアの泉 〜素晴らしきムダ知識〜（2006年9月6日放送分。碇シンジ役）
- 日本怪談百物語（NHK総合、2009年8月15日放送分）
- 【期間限定】DIR EN GREY - Music Clip Collection Blu-ray & DVD『Average Sorrow』30秒CM（2015年4月1日@YouTube）
- NHKスペシャル 私たちのこれから（2015年7月11日 - 、ハッシュ役）
- 逃げるは恥だが役に立つ 最終回放送直前ダイジェスト（TBS、2016年12月18日放送分[189][190]）
- NHKドキュメンタリー クレイジーズ 世界を変える物語「ココ・シャネル」（NHK総合、2018年4月30日放送分[191]）
- 平成ネット史（仮）（2019年1月2日 - 3日、NHK Eテレ）[192]
- 声優×怪談（第1夜）「赤の怪談」[193]（2019年8月14日）
- 声優×怪談（第2夜）「黒の怪談」[193]（2019年8月15日）
- MIU404（TBS、2020年6月26日 - 9月4日、公式キャラクター・ポリまる役）[194] - AIアプリ・記者会見などで声を担当[195]
- ねこ自慢（BS-TBS、MCねこ・エースくん／ピース　2021年4月 - ）
- 恋はDeepに 第6話（日本テレビ、2021年5月19日、海洋生物役）
- 100分で世界を応援しよう! Let's cheer for the world!（NHKBS1、2021年8月24日放送分）
- ハナシティ 〜10代がなんでも話せる街〜（NHK Eテレ、2021年9月11日・18日放送分、ペリカン役）
- Qさま!! 3時間SP「今年最後の学力王No.1決定戦」（テレビ朝日、2021年12月20日放送分）
- クイズプレゼンバラエティーQさま!! 〜3時間SP〜（テレビ朝日、2022年2月14日放送分）
- 目撃にっぽん「0円 からあげ巡礼」（NHK総合、2022年2月20日放送分）
- 不思議体験ファイル 信じてください!!（カンテレ・フジテレビ系列、2022年3月29日・2023年9月26日放送分）
- 17才の帝国（NHK総合、2022年5月7日 - 6月4日） - ソロン 役（声の出演）
- 酷ドライブ〜険しすぎて美しい国道の旅〜（BSフジ、2023年8月15日放送分）
- 9ボーダー 第2話（TBS、2024年4月26日、平松琴子役[196]）

### テレビ出演
※はインターネット配信。
- 声優と夜あそび（2018年 - 2019年、AbemaTV※・アニメLIVEチャンネル※）月曜パーソナリティ[197]
- SWITCHインタビュー 達人達（2018年3月17日放送、NHK Eテレ・西野亮廣×緒方恵美）[198]
- BS1スペシャル「さようなら全てのエヴァンゲリオン〜庵野秀明の1214日〜」（2021年4月29日、NHK BSP）[199]
- X年後の関係者たち（2022年、BS-TBS）
- ニンゲン観察バラエティ モニタリング（2023年11月23日・12月7日・2024年1月25日・2月1日、TBSテレビ）
- オールスター感謝祭2024 秋(2024年10月5日、TBSテレビ)

### アナウンス
- ムック（2007年11月25日公演）
- 電クラ・電クラ2「メトロ・イ・メライ」

### プロデュース
- Precious Anime & Game Song Festival（2022年3月27日音楽フェス）

### 舞台
- 劇団岸野組「森の石松外伝〜妖刀奇譚 総司と石松〜」 （2004年11月7日 - 14日、本多劇場） - 沖田総司 役
- ARMs presents「天ノ星ハ昔ノ光」（2009年9月 - ） - 青山月見ル君想フ 他
- ARMs presents「愛すべき娘たち」 原作・よしながふみ（2010年9月 - 、代官山晴れたら空に豆まいて 他） - 大橋健 役 他
- ARMs presents「不思議な少年」 原作・山下和美（2011年9月22日 - 25日） - 青山月見ル君想フ・少年 役
- ARMs presents「ファイアボール・ブルース〜近田ひさ子の憂鬱〜」 原作・桐野夏生（2014年4月26日 - 30日） - 青山月見ル君想フ・火渡抄子 役
- 朗読劇「ラヴ・レターズ」（2014年8月1日、PARCO劇場） - メリッサ 役
- ARMs presents「ピエタ」 原作・浅田次郎（2015年9月3日 - 6日、中野MOMO） - 李英 役
- LAL STORY 「神楽坂怪奇譚 棲」（2018年11月23日・2020年8月17日） - 泉鏡花 役
- VOICARION 「女王がいた客室」（2020年3月3日） - マイカ 役
- VOICARION 「信長の犬」（2020年9月8日） - 野口多門 役
- 朗読劇「世界から猫が消えたなら」（2022年6月25日・30日、シアター1010） - 悪魔 役・僕 役[200]
- VOICARION 「拾弐人目の服部半蔵」（2022年11月5・6日博多座＆12月3・4日 新歌舞伎座） - 沖田総司 役
- ソロリーディングプロジェクト第一弾「HALF MOON2023」（2023年1月14日、代官山晴れたら空に豆まいて）
- 森の音楽家クラムベリー外伝 魔法少女育成計画unripe duet（2023年1月28・29日、草月ホール） - クラムベリー 役
- ソロリーディングプロジェクト第二弾「機龍警察 沙弥」（2023年2月11日、代官山晴れたら空に豆まいて）
- 朗読劇タチヨミ-第十巻-10周年記念公演 grateful〜感謝、観劇、雨のち…sunshine〜（2023年2月8・9・11日、サンシャイン劇場）
- 15 Minutes Made in本多劇場（2023年2月22日 - 26日、本多劇場）
- ソロリーディングプロジェクト第三弾「ラブ・レター」（2023年3月11日、代官山晴れたら空に豆まいて）
- TBA Lab. PRODUCE朗読劇「不思議な少年」公開オーディション（2023年9月9日、宇都宮HEAVEN’S ROCK　VJ-4）
- TBA Lab. PRODUCE朗読劇「不思議な少年」公演（2023年9月9・10日、宇都宮HEAVEN’S ROCK　VJ-4）
- TBA Lab. PRODUCE朗読劇「不思議な少年」公開オーディション（2023年11月4日、長野INDIA live the SKY）
- TBA Lab. PRODUCE朗読劇「不思議な少年」公演（2023年11月4・5日、長野INDIA live the SKY）
- 朗読劇「世界から猫が消えたなら」（2023年12月13日・15日、こくみん共済 coop ホール〈全労済ホール〉 / スペース・ゼロ） - 悪魔 役・僕 役
- VOICARION 「スプーンの盾」（2023年12月17・18・21日、シアタークリエ） - タレーラン 役・カレーム 役
- TBA Lab. PRODUCE朗読劇「不思議な少年」公開オーディション（2024年1月13日、大阪THE LIVE HOUSE soma）
- TBA Lab. PRODUCE朗読劇「不思議な少年」公演（2024年1月13・14日、大阪THE LIVE HOUSE soma）
- ラヴ・レターズ〜2024 New Year Special〜（2024年1月19日、PARCO劇場） - メリッサ 役[201]
- TBA Lab. PRODUCE朗読劇「不思議な少年」公開オーディション（2024年3月2日、F.A.D YOKOHAMA）
- TBA Lab. PRODUCE朗読劇「不思議な少年」公演（2024年3月2・3日、F.A.D YOKOHAMA）
- TBA Lab. PRODUCE朗読劇「不思議な少年」公演（2024年5月2・3日、代官山　晴れたら空に豆まいて）
- TBA Lab. PRODUCE朗読劇　「銀河旋律-The Stardust Melody-」公開オーディション（2024年11月3日、名古屋ライオンシアター）
- TBA Lab. PRODUCE朗読劇　「銀河旋律-The Stardust Melody-」公演（2024年11月3日、名古屋ライオンシアター）
- TBA Lab. PRODUCE朗読劇　「銀河旋律-The Stardust Melody-」公演（2024年11月7・8日、代官山晴れたら空に豆まいて）
- VOICARION 「スプーンの盾」（2025年1月8・9・11・15・16・23・28・29・30日、シアタークリエ） - タレーラン 役・カレーム 役・ナポレオン 役
- 「平家物語 -胡蝶の被斬-」（2025年3月14日 - 17日、新国立劇場）[202] - 長男 重盛 役
- TBA presents「囁きの花束 2025 -healing reading live-」（2025年5月2日・3日代官山晴れたら空に豆まいて）
- カタシロ～Relive vol.2～（2025年8月23日）-患者役

### その他
- 浅間火山博物館（ぴっかり君）[203]
- スズム 1stアルバム「八日目、雨が止む前に。」宣伝動画（2015年2月 - / 謎の少年役）
- 監督不行届（第参話 エンドカード）
- ABE-GIG in 日本武道館（2015年10月2日 / 謎の少年役）
- 2016年10月27日、タイトル「【歌ってみた】脱法ロック【緒方恵美】」[204]（ニコニコ動画：ランティス）
- 2016年11月11日、タイトル「【緒方恵美】オオカミ少年隊のテーマ【Neru】【りゅうせー】」（ニコニコ動画：ランティス）
- ベネッセ「こどもちゃれんじすてっぷ」（2020年4月号 - / マスコットAIロボット ネンチュウ役）
- 花王『ハミング涼感テクノロジー』「#冬なのに暑いぞ問題」Titterキャンペーン（2020年、投稿コメント代読）
- Clock over ORQUESTA（2021年 - 、朱鷺燈零士（少年）[205]）
- COCORO VOICE ウォーターオーブン「ヘルシオ」（2021年10月 - ）
- COCORO VOICE 「ホットクック」（2022年5月 - ）
- おはスタ（2022年10月、ジャーニー）
- 声優パソコン Type:YOU Character No.11 イサゴ・キーゼル Model.（2024年9月）
- 色彩検定協会「教えて!色彩先生」シリーズ（2024年、金臣[206]）
- COCORO VOICE 空気清浄機（2024年11月 - ）
- COCORO VOICE 洗濯機（2024年11月 - ）

## ディスコグラフィ

### シングル
|      | 発売日         | タイトル               | 規格品番  | オリコン 最高位 |
| ---- | -------------- | ---------------------- | --------- | --------------- |
| 1st  | 1996年1月21日  | 天気雨が降った日       | SRDL-4146 | 65位            |
| 2nd  | 1996年5月25日  | 風の墓標               | PODX-1009 | 91位            |
| 3rd  | 1996年7月10日  | 傷つかない愛はいらない | PODX-1013 | 49位            |
| 4th  | 1996年10月7日  | ワインレッドの心       | PODX-1018 | 50位            |
| 5th  | 1997年5月25日  | タイム・リープ         | PODX-1024 | 99位            |
| 6th  | 1997年12月17日 | ジェラシーの痕跡       | PODX-1032 | 97位            |
| 7th  | 1998年2月11日  | vacation map           | PODX-1034 | 97位            |
| 8th  | 1998年11月18日 | -RA・SE・N-            | PODX-1040 | 圏外            |
| 9th  | 1999年7月1日   | silver rain            | PODX-2001 | 圏外            |
| 10th | 1999年8月22日  | ANIMAL EYES            | PODX-2002 | 圏外            |
| 11th | 2001年12月29日 | おうちをつくろう       | LACM-4042 | 圏外            |
| 12th | 2013年10月2日  | innocent prisoner      | GNCA-0265 | 78位            |

#### 配信限定シングル
|   | 発売日         | タイトル                   |
| - | -------------- | -------------------------- |
| 1 | 2021年12月18日 | Never, ever (English ver.) |

### アルバム

#### オリジナル・アルバム
| #    | 発売日         | タイトル                 | 規格品番   | オリコン 最高位 |
| ---- | -------------- | ------------------------ | ---------- | --------------- |
| 1st  | 1995年4月21日  | Marine Legend            | SRCL-3209  | 23位            |
| 2nd  | 1995年12月13日 | Winter Bird              | SRCL-3445  | 37位            |
| 3rd  | 1996年10月28日 | 多重人格 multipheno      | POCX-1054  | 27位            |
| 4th  | 1998年3月11日  | MO                       | POCX-1094  | 37位            |
| 5th  | 2000年1月10日  | rain                     | LACA-5020  | 圏外            |
| 6th  | 2003年7月2日   | stop,and Go→             | LACA-5184  | 277位           |
| 7th  | 2004年10月22日 | 鏡の国のアリス           | LHCA-5002  | 圏外            |
| 8th  | 2006年7月5日   | ヨアケノジカン。         | LHCA-5045  | 285位           |
| 9th  | 2008年12月24日 | 666-rock.Lock.ROCK!-     | LHCA-5096  | 圏外            |
| 10th | 2012年1月25日  | Rebuild                  | LACA-15173 | 151位           |
| 11th | 2013年11月27日 | Desire -希望-            | LACA-15348 | 129位           |
| 12th | 2017年2月1日   | real/dummy               | LACA-15629 | 56位            |
| 13th | 2021年4月21日  | 劇薬 -Dramatic Medicine- | LACA-15844 | 57位            |

#### ミニ・アルバム
| #   | 発売日         | タイトル                 | 規格品番   | オリコン 最高位 |
| --- | -------------- | ------------------------ | ---------- | --------------- |
| 1st | 1994年3月16日  | HALF MOON                | TKCA-71675 | 23位            |
| 2nd | 1995年12月13日 | サンタクロースになりたい | POCX-1058  | 40位            |
| 3rd | 2023年2月15日  | アニメグ。30th           | LACA-25020 | 54位            |

#### ベスト・アルバム
| #   | 発売日         | タイトル                                 | 規格品番     | オリコン 最高位 |
| --- | -------------- | ---------------------------------------- | ------------ | --------------- |
| 1st | 1999年6月30日  | RUNNER                                   | POCX-1120    | 圏外            |
| 2nd | 2002年12月4日  | アイタイ。～passed, and next 1992-2002～ | LACA-9015/8  | 圏外            |
| 3rd | 2007年10月3日  | アニメグ。                               | LHCA-5080    | 162位           |
| 4th | 2017年10月11日 | アニメグ。25th                           | LACA-15665   | 33位            |
| 5th | 2018年5月30日  | EARLY OGATA BEST                         | LACA-9629/30 | 55位            |

### ライブ・アルバム
| #   | 発売日        | タイトル                                              | 規格品番    | オリコン 最高位 |
| --- | ------------- | ----------------------------------------------------- | ----------- | --------------- |
| 1st | 1997年3月5日  | LIVE MEGUMI OGATA multipheno CONCERT TOUR 1996 WINTER | POCX-1066/7 | 70位            |
| 2nd | 1999年3月17日 | Live [em:ou] in TOKYO to HONG KONG                    | POCX-1115   | 圏外            |

### 歌手参加作品
| 発売日        | 商品名                                       | 歌                  | 楽曲                         | 備考 |
| ------------- | -------------------------------------------- | ------------------- | ---------------------------- | --- |
| 2014年7月19日 | Starting STYLE!!                             | ランティスのみんな  | 「Starting STYLE!!」         | ライブイベント『15th Anniversary Live ランティス祭り2014』テーマソング                                                    |
| 2017年4月5日  | GET WILD SONG MAFIA                          | 緒方恵美            | 「Get Wild」                 | |
| 2017年9月6日  | Plastic Tree Tribute〜Transparent Branches〜 | 緒方恵美            | 「みらいいろ」               | ロックバンド・Plastic Treeのトリビュート・アルバム。                                                                      |
| 2019年8月21日 | ナカノヒトゲノム【歌唱中】01                 | 緒方恵美            | 「アルゴリズム」             | テレビアニメ『ナカノヒトゲノム【実況中】』挿入歌                                                                          |
| 2023年2月24日 | マンガ＝超ヴァイブル                         | 緒方恵美 & 鬼頭明里 | 「マンガ＝超ヴァイブル」     | ANCHORが作詞・作曲・編曲・プロデュースを担当。コミックシーモアのプレゼン型マンガ年表バラエティ番組『MANGA VIBLE』主題歌。 |
| 2023年11月2日 | ラジカルパームダンサーズ                     | 緒方恵美 & 内田彩   | 「ラジカルパームダンサーズ」 | 電子コミック大賞2024 公式テーマソング                                                                                     |
| 2025年4月7日  | セレンディピティ                             | 緒方恵美            | 「セレンディピティ」         | テレビアニメ「ゴリラの神から加護された令嬢は王立騎士団で可愛がられる」エンディング主題歌                                  |

### キャラクターソング
| 発売日   | 商品名                                                                                    | 歌 | 楽曲                                                                         | 備考                                                                               |
| 1993年   | 1993年                                                                                    | 1993年 | 1993年                                                                       | 1993年                                                                             |
| -------- | ----------------------------------------------------------------------------------------- | --- | ---------------------------------------------------------------------------- | ---------------------------------------------------------------------------------- |
| 8月20日  | 幽☆遊☆白書 ミュージックバトル編                                                           | 蔵馬（緒方恵美） | 「暗闇に紅いバラ 〜Romantic Soldier〜」                                      | テレビアニメ『幽☆遊☆白書』関連曲                                                   |
| 8月20日  | 幽☆遊☆白書 ミュージックバトル編                                                           | 浦飯幽助（佐々木望）、桑原和真（千葉繁）、蔵馬（緒方恵美）、飛影（檜山修之）、雪村蛍子（天野由梨）、ぼたん（深雪さなえ）、雪菜（白鳥由里）、コエンマ（田中真弓） | 「見えない未来へ」                                                           | テレビアニメ『幽☆遊☆白書』関連曲                                                   |
| 1994年   |                                                                                           | |                                                                              |                                                                                    |
| 4月27日  | 幽☆遊☆白書 オリジナル・モーション・ピクチャーズ・サウンド・トラック                       | 蔵馬（緒方恵美） | 「NIGHTMARE」                                                                | 劇場アニメ『幽☆遊☆白書 冥界死闘篇 炎の絆』関連曲                                   |
| 8月19日  | 幽☆遊☆白書 ミュージックバトル編2                                                          | 蔵馬（緒方恵美） | 「氷のナイフを抱いて」                                                       | テレビアニメ『幽☆遊☆白書』関連曲                                                   |
| 8月19日  | 幽☆遊☆白書 ミュージックバトル編2                                                          | 飛影（檜山修之）、桑原和真（千葉繁）、蔵馬（緒方恵美） | 「EYE TO EYE」                                                               | テレビアニメ『幽☆遊☆白書』関連曲                                                   |
| 9月21日  | 美少女戦士セーラームーンS ウラヌス・ネプチューン・ちびムーン・PLUS                        | 天王はるか / セーラーウラヌス（緒方恵美） | 「風になりたい」                                                             | テレビアニメ『美少女戦士セーラームーンS』関連曲                                    |
| 11月18日 | 幽☆遊☆白書 熱唱編2〜デュエット&カラオケスペシャル〜                                       | 蔵馬（緒方恵美）、飛影（檜山修之） | 「WILD WIND 〜野性の風のように〜」                                           | テレビアニメ『幽☆遊☆白書』関連曲                                                   |
| 11月18日 | 幽☆遊☆白書 熱唱編2〜デュエット&カラオケスペシャル〜                                       | 浦飯幽助（佐々木望）、桑原和真（千葉繁）、蔵馬（緒方恵美）、飛影（檜山修之）                                                                                     | 「優しさは眠らない」                                                         | テレビアニメ『幽☆遊☆白書』関連曲                                                   |
| 1995年   |                                                                                           | |                                                                              |                                                                                    |
| 5月19日  | 幽☆遊☆白書 メモリアルCD BOX                                                               | 蔵馬（緒方恵美） | 「サヨナラは未来の始まり」                                                   | テレビアニメ『幽☆遊☆白書』関連曲                                                   |
| 5月19日  | 幽☆遊☆白書 メモリアルCD BOX                                                               | 浦飯幽助（佐々木望）、桑原和真（千葉繁）、蔵馬（緒方恵美）、飛影（檜山修之）                                                                                     | 「僕達の季節」                                                               | テレビアニメ『幽☆遊☆白書』関連曲                                                   |
| 5月19日  | 幽☆遊☆白書 メモリアルCD BOX                                                               | 浦飯幽助（佐々木望）、桑原和真（千葉繁）、蔵馬（緒方恵美）、飛影（檜山修之）、雪村螢子（天野由梨）                                                               | 「光の中で」                                                                 | テレビアニメ『幽☆遊☆白書』関連曲                                                   |
| 9月20日  | 魔法騎士レイアース Original Song Book                                                     | エメロード姫（緒方恵美） | 「罪」                                                                       | テレビアニメ『魔法騎士レイアース』関連曲                                           |
| 11月10日 | 魔法騎士レイアース イメージソング RUN/闇の夢                                              | イーグル・ビジョン（緒方恵美） | 「RUN」                                                                      | テレビアニメ『魔法騎士レイアース』関連曲                                           |
| 11月10日 | 魔法騎士レイアース イメージソング RUN/闇の夢                                              | エメロード姫（緒方恵美） | 「闇の夢」                                                                   | テレビアニメ『魔法騎士レイアース』関連曲                                           |
| 1996年   |                                                                                           | |                                                                              |                                                                                    |
| 1月1日   | 魔法騎士レイアース Original Song Book 2                                                   | イーグル・ビジョン（緒方恵美） | 「運命の航路（ルート）」                                                     | テレビアニメ『魔法騎士レイアース』関連曲                                           |
| 1997年   |                                                                                           | |                                                                              |                                                                                    |
| 4月18日  | ハーメルンのバイオリン弾き 第2楽章-I                                                      | サイザー（緒方恵美） | 「悲しみよ、天に届け」                                                       | テレビアニメ『ハーメルンのバイオリン弾き』関連曲                                   |
| 11月24日 | With Rayearth                                                                             | イーグル（緒方恵美） | 「Let It Over 」                                                             | OVA『レイアース』関連曲                                                            |
| 1998年   |                                                                                           | |                                                                              |                                                                                    |
| 6月24日  | カードキャプターさくら Character Single YUKITO                                            | 月城雪兎（緒方恵美） | 「自転車に乗って」                                                           | テレビアニメ『カードキャプターさくら』関連曲                                       |
| 2002年   |                                                                                           | |                                                                              |                                                                                    |
| 10月19日 | 円盤皇女ワるきゅーレ"たいせつなモノあげちゃいました!?"ソング・アルバム                    | ワルキューレ（緒方恵美） | 「blue moon」                                                                | テレビアニメ『円盤皇女ワるきゅーレ』関連曲                                         |
| 10月30日 | 孤乱/妖龍離水                                                                             | 真田幸村（緒方恵美） | 「妖龍離水」                                                                 | テレビアニメ『SAMURAI DEEPER KYO』関連曲                                           |
| 11月21日 | 円盤皇女ワるきゅーレ「ワルキューレ宇宙大歌劇」                                            | ワルキューレ（緒方恵美）、ワるきゅーレ（望月久代） | 「時の小径」                                                                 | OVA『円盤皇女ワるきゅーレSPECIAL』オープニングテーマ                               |
| 11月21日 | 円盤皇女ワるきゅーレ「ワルキューレ宇宙大歌劇」                                            | 時乃湯従業員一同 | 「カーテン・コール〜フィナーレよりも華やかな〜」                             | テレビアニメ『円盤皇女ワるきゅーレ』関連曲                                         |
| 12月25日 | SAMURAI DEEPER KYO キャラクターヴォーカルアルバム「狂奏歌」                               | 真田幸村（緒方恵美） | 「桜刻」 「妖龍離水」                                                        | テレビアニメ『SAMURAI DEEPER KYO』関連曲                                           |
| 2003年   |                                                                                           | |                                                                              |                                                                                    |
| 9月10日  | 円盤皇女ワるきゅーレ フォー・ウェディング                                                 | ワルキューレ（緒方恵美） | 「あなたの花嫁になりたい」                                                   | OVA『円盤皇女ワるきゅーレ 星霊節の花嫁』エンディングテーマ                         |
| 9月10日  | 円盤皇女ワるきゅーレ フォー・ウェディング                                                 | ワルキューレ（緒方恵美） | 「護ってあげたい」 「おもいっきりジャンプ！」 「ずっとずっと」 「blue moon」 | テレビアニメ『円盤皇女ワるきゅーレ』関連曲                                         |
| 9月10日  | 円盤皇女ワるきゅーレ フォー・ウェディング                                                 | コーラス：ワルキューレ（緒方恵美） | 「私の中の私」                                                               | テレビアニメ『円盤皇女ワるきゅーレ』関連曲                                         |
| 12月17日 | 円盤皇女ワるきゅーレ 十二月の夜想曲 大宇宙的音楽集                                        | ワルキューレ（緒方恵美）&ワルキューレ・ゴースト（緒方恵美） | 「臘月の皇女」                                                               | テレビアニメ『円盤皇女ワるきゅーレ 十二月の夜想曲』挿入歌                          |
| 2011年   |                                                                                           | |                                                                              |                                                                                    |
| 12月14日 | ブリコン 〜BLEACH CONCEPT COVERS〜 2                                                      | ティア・ハリベル（緒方恵美） | 「Velonica」                                                                 | テレビアニメ『BLEACH』関連曲                                                       |
| 2014年   |                                                                                           | |                                                                              |                                                                                    |
| 11月12日 | 東京ESP キャラクターソングアルバム 歌うESP                                                | 大空歩（緒方恵美） | 「WALKING IN TEMPO」                                                         | テレビアニメ『東京ESP』関連曲                                                      |
| 2015年   |                                                                                           | |                                                                              |                                                                                    |
| 1月28日  | progressive -漸進-                                                                        | 苗木誠（緒方恵美）、苗木こまる（内田彩） | 「progressive -漸進-」                                                       | ゲーム『絶対絶望少女 ダンガンロンパ Another Episode』エンディングテーマ            |
| 1月28日  | progressive -漸進-                                                                        | 狛枝凪斗（緒方恵美） | 「poison -劇薬-」                                                            | ゲーム『絶対絶望少女 ダンガンロンパ Another Episode』関連曲                        |
| 9月23日  | 終焉-Re:act-                                                                              | A弥（緒方恵美） | 「孤独ノ隠レンボ」                                                           | 『終焉ノ栞プロジェクト』関連曲                                                     |
| 2016年   |                                                                                           | |                                                                              |                                                                                    |
| 8月3日   | 絶対希望バースデー                                                                        | 狛枝凪斗（緒方恵美） | 「絶対希望バースデー」                                                       | テレビアニメ『ダンガンロンパ3 -The End of 希望ヶ峰学園- 絶望編』エンディングテーマ |
| 8月3日   | 絶対希望バースデー                                                                        | 狛枝凪斗（緒方恵美） | 「残桜 -zanka-」                                                             | テレビアニメ『ダンガンロンパ3 -The End of 希望ヶ峰学園- 絶望編』関連曲             |
| 9月28日  | 暗殺教室 ベストアルバム 〜Music Memories〜                                                | 3年E組 | 「旅立ちのうた」                                                             | テレビアニメ『暗殺教室』挿入歌                                                     |
| 11月23日 | Musica Magica                                                                             | クラムベリー（緒方恵美） | 「孤独な森のメロディー」                                                     | テレビアニメ『魔法少女育成計画』関連曲                                             |
| 2018年   |                                                                                           | |                                                                              |                                                                                    |
| 6月27日  | 俺ジナルソングス                                                                          | 改造人間一郷（緒方恵美） | 「改造人間哀歌」                                                             | テレビアニメ『魔法少女 俺』関連曲                                                  |
| 2020年   |                                                                                           | |                                                                              |                                                                                    |
| 12月23日 | アクダマドライブ キャラクターソングミニアルバム                                           | 医者（緒方恵美） | 「哀れに踊るは命の定め」                                                     | テレビアニメ『アクダマドライブ』関連曲                                             |
| 2022年   |                                                                                           | |                                                                              |                                                                                    |
| 4月27日  | Clock over ORQUESTA First season BATTLE 1on1 Vol.12 朱鷺燈零士【quieto － クイエート －】 | 朱鷺燈零士（緑川光、緒方恵美） | 「lost/z」                                                                   | 『Clock over ORQUESTA』関連曲                                                      |
| 4月27日  | Clock over ORQUESTA First season BATTLE 1on1 Vol.12 朱鷺燈零士【quieto － クイエート －】 | 朱鷺燈零士（緒方恵美） | 「Null（Never↓and ver.）」                                                   | 『Clock over ORQUESTA』関連曲                                                      |
| 2023年   |                                                                                           | |                                                                              |                                                                                    |
| 3月1日   | 颶風ノ宣誓 〜GRANBLUE FANTASY〜                                                           | グリームニル（緒方恵美） | 「颶風ノ宣誓」                                                               | ゲーム『グランブルーファンタジー』関連曲                                           |

### その他参加作品
| 発売日         | 商品名                      | 歌       | 楽曲                                          | 備考                             |
| -------------- | --------------------------- | -------- | --------------------------------------------- | -------------------------------- |
| 1995年12月16日 | 幽☆遊☆白書 スーパーカバーズ | 緒方恵美 | 「微笑みの爆弾」 「ホームワークが終わらない」 | テレビアニメ『幽☆遊☆白書』関連曲 |
| 2020年8月26日  | 羞恥心に殺される            | 緒方恵美 | 「脳漿炸裂ガール」                            |                                  |

### 提供曲
- ELISA「コントレイル」（2016年、作詞）
- テレビアニメ『魔法少女 俺』キャラクターソング（2018年、作詞）
  - エンディングテーマ「硝子の銀河」（コーラスとしても参加）
  - 挿入歌「ぶっちゃけ少女じゃない」「ハチミツフラッシュ-変わるわね-」「愛・衝撃！」「要注意狂女騎士」
  - その他「恋のシャウト・イズ・ナンバーワン！」「ファンシー☆ファンキー☆ブルース」「改造人間哀歌」
- テレビアニメ『サークレット・プリンセス』エンディングテーマ「Circle-Lets Friends!」（2019年、作詞）
- テレビアニメ「ゴリラの神から加護された令嬢は王立騎士団で可愛がられる」エンディングテーマ「セレンディピティ」（2025年、作詞・歌）

## 書籍
- 自伝エッセイ『再生（仮）』（2021年4月28日、KADOKAWA）[209]
- 勇気の言魂　アニソン＆ゲーソンシンガーが語る苦難の乗り越え方（2023年3月31日、角川書店 著：緒方恵美、angela、石川智晶、内田彩、川村ゆみ、高橋洋子、中川翔子、堀江美都子、Lia）